# Lerici
Lerici (ligur nyelven Lerze vagy Lerxi) település Olaszországban, Liguria régióban, La Spezia megyében. Lakosainak száma 9425 fő (2023. január 1.). Lerici Arcola, Sarzana, Ameglia és La Spezia községekkel határos.

## Népesség
A település lakossága az elmúlt években az alábbi módon változott:
| Lakosok száma | 10 160 | 10 133 | 9425 |
|               | 2017   | 2018   | 2023 |